# 1354 Botha
Botha (asteróide 1354) é um asteróide da cintura principal com um diâmetro de 48,75 quilómetros, a 2,4417363 UA. Possui uma excentricidade de 0,217959 e um período orbital de 2 015,13 dias (5,52 anos).
Botha tem uma velocidade orbital média de 16,85613954 km/s e uma inclinação de 5,96074º.
Esse asteróide foi descoberto em 3 de Abril de 1935 por Cyril Jackson.